# Swiftfuchs
Der Swiftfuchs (Vulpes velox) ist eine Fuchsart, die im westlichen Nordamerika trockenere Gegenden bewohnt. Vom ebenfalls in Nordamerika vorkommenden, nah verwandten Kitfuchs unterscheidet er sich durch eine geringere Körpergröße und den fehlenden dunklen Rückenstreifen.

## Merkmale

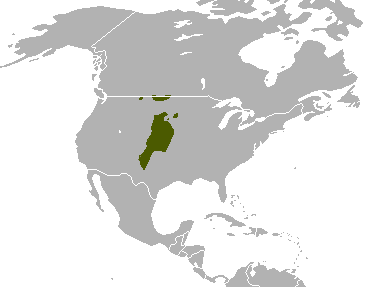
Verbreitungsgebiet (grün) des Swiftfuchses

Der Swiftfuchs ist die kleinste Fuchsart Nordamerikas, wird mit dem etwa 30 cm langen Schweif 74 bis 82 cm lang und kann ein Gewicht von 2,2 bis 3,0 kg erreichen. Weibchen bleiben mit 68 bis 75 cm Länge etwas kleiner. Die Fellfarbe ist hellgrau mit einer orangebräunlichen Färbung an den Körperseiten und an den Beinen. Kehle, Brust, Bauchseite und das Ohreninnere sind cremefarben. Der Schweif ist buschig und besitzt eine schwarze Spitze. Beide Seiten der Schnauze sind schwärzlich. Im Vergleich zum Kitfuchs sind seine großen, dreieckigen Ohren kleiner.

## Verbreitung
Der Swiftfuchs kommt in den Great Plains im mittleren Nordamerika östlich der Rocky Mountains vom Süden Albertas und Saskatchewans über Montana bis in das westliche Texas und das östliche New Mexico vor. Die größten Populationen existieren in Colorado, Kansas, New Mexico und Wyoming. In den 1930ern verschwanden sie aus Kanada, wurden seit 1983 aber wieder eingebürgert. Das gegenwärtige Verbreitungsgebiet ist sehr fragmentiert und umfasst etwa 39 bis 42 Prozent des ursprünglichen Verbreitungsgebietes.

## Lebensweise
Swiftfüchse kommen in Kurzgrasprärien und Wüsten vor und graben ihren Bau in den sandigen Untergrund. Die gesamte Bauanlage kann drei bis vier Meter lang sein und über vier Eingänge verfügen. Die Tiere sind vor allem am Abend und in der Nacht aktiv und verbringen den Tag geschützt im Bau. Lediglich in den Wintermonaten verlassen sie ihren Schutz in der Mittagszeit, um ein Sonnenbad am Eingang des Baus zu nehmen.
Swiftfüchse ernähren sich saisonabhängig von allerlei kleinen Beutetieren, darunter kleine Säugetiere, Vögel, Reptilien, Amphibien und Insekten und nehmen auch Beeren zu sich. Auf der Jagd und auf der Flucht können sie Geschwindigkeiten von über 50 km/h erreichen.
In der freien Wildbahn wird der Swiftfuchs im Schnitt etwa drei bis sechs Jahre alt, in Gefangenschaft gehaltene Tiere erreichten ein Alter von bis zu 14 Jahren.

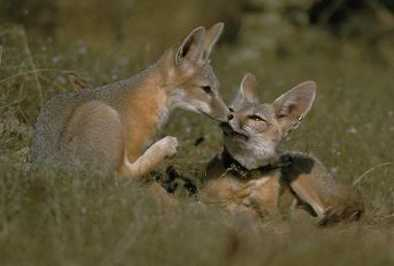
Swiftfuchspaar (Foto: United States Fish and Wildlife Service)

## Fortpflanzung
Die Fortpflanzungszeit des Swiftfuchses reicht vom späten Dezember bis März (März bis Mai in Kanada). Während der Fortpflanzungszeit ist der Swiftfuchs monogam, paart sich aber nicht in jedem Jahr mit demselben Partner. Das Weibchen bringt nach einer Tragzeit von 50 bis 60 Tagen zwei bis sechs Jungtiere zur Welt, die bei der Geburt etwa 40 g wiegen. Sie öffnen die Augen nach 10 bis 15 Tagen. Die Jungfüchse werden 42 bis 49 Tage gesäugt, verlassen den Bau zum ersten Mal nach einem Monat und sind nach etwa sechs Monaten selbstständig. Männchen pflanzen sich mit einem Alter von einem Jahr fort, Weibchen erst mit zwei Jahren.

## Systematik
Lange war umstritten, ob der Swiftfuchs und der weiter westlich lebende Kitfuchs (Vulpes macrotis) zwei eigenständige Arten oder aber Unterarten derselben Art sind. Proteinelektrophorese und ältere morphometrische Daten (Vergleich zwischen verschiedenen Körpermaßen) sprechen für eine Art, während neuere morphometrische Untersuchungen und der Vergleich der mitochondrialen DNA auf zwei getrennte Arten hindeuten. Der genetische Abstand beider Arten zum Polarfuchs (Vulpes lagopus) ist genau so groß wie ihr Abstand zueinander.
Beide Arten sind sich aber äußerlich und in ihren Lebensraumansprüchen sehr ähnlich. Ihr Lebensraum wird durch die Rocky Mountains voneinander getrennt. Eine kleine Hybridisierungzone existiert im östlichen New Mexico und im westlichen Texas.
Vom Swiftfuchs gibt es 2 Unterarten:
- Vulpes velox hebes im Süden
- Vulpes velox velox im Norden[1]

## Gefährdung
Der Swiftfuchs wurde in der Vergangenheit stark bejagt, er wird heute noch als vermeintlicher Kojote geschossen und ist weiterhin durch Habitatverlust bedroht. Auch der starke Rückgang der Präriehundpopulationen wirkt sich negativ auf den Bestand des Swiftfuches aus, weil damit eine wesentliche Nahrungsquelle weitgehend fehlt. Seine Population ist nur im Kern des Verbreitungsgebiets stabil. Die IUCN schätzt die Art trotzdem als nicht gefährdet (Least Concern) ein. In Kanada ist er geschützt und als gefährdet eingestuft, Ähnliches gilt auch für einige Staaten der USA.